# Ducado de Agramont
El ducado de Agramont (en gascón y en francés: Gramont, en euskera: Agaramont) era un pequeño ducado situado en torno de Bidache, a treinta kilómetros al este de Bayona, en el sector donde coinciden la Baja Navarra, Labort, Gascuña y Bearne.

## Creación y extensión
Fue creado por patente real del rey de Francia y de Navarra Luis XIV, dictada en noviembre de 1648 y registrada el 15 de diciembre de 1663, después de la elevación del conde de Agramont a duque y Par por patente real del 31 de diciembre de 1643.
Se componía de diez parroquias: seis situadas en el reino de Francia (las parroquias labortanas de Urt, Bardos y Guiche y las parroquias gasconas de Sames, Léren y Saint-Pé-de-Léren), una situada en parte en Francia y en parte en Navarra (Came) y tres situadas en Navarra (Bergouey, Viellenave-sur-Bidouze, hoy unidas en Bergouey-Viellenave y Escos).
Algunos de sus titulares fueron Antoine III o Antoine VIII.
No se debe confundir con el Principado Soberano de Bidache, otra tierra bajo la jurisdicción de los duques de Agramont en el mismo sector, cuyo territorio se corresponde exactamente con el de la villa de Bidache y donde se permitió el asentamiento de judíos después de su expulsión de Castilla y Aragón en 1492, Portugal en 1496 y del Reino de Navarra en 1498. El ducado de Agramont lo componían dos áreas separadas por el territorio de dicha Soberanía de Bidache.

## El Señorío de Agramont
Antes de convertirse en ducado, Agramont fue un señorío feudal que aparece en los archivos a partir de 1040. El castillo que le da su nombre no es el actual "castillo de Agramont" de Bidache, sino el situado sobre la colina "La Mulari" en Viellenave (Baja Navarra), en el límite de Charritte.

### El Condado de Guiche
Antes de acceder a la dignidad ducal, los Agramont obtuvieron la elevación a condado de sus tierras de Guiche, cuyo título de "conde de Guiche" lo ostentaban los hijos mayores de los Agramont, como Armand de Gramont. El Condado de Guiche fue erigido por el rey Carlos IX en 1563 y se componía de las parroquias francesas de Bardos, Urt, Sames, Came, Saint-Pé-de-Léren y Briscous.

## El Condado de Agramont
Según la Historia y genealogía de la Casa de Agramont publicada en 1874 por Agénor de Agramont, el rey Carlos IX habría erigido también Agramont en condado en aquella misma fecha. Jean de Jaurgain, con cierta verosimilitud, considera esta información como errónea: Agramont, siendo tierra de Navarra, no dependía del rey de Francia. No obstante, se conserva la patente real que erige Agramont en ducado evocando la "tierra y condado de Agramont".